# Runenstein von Helland

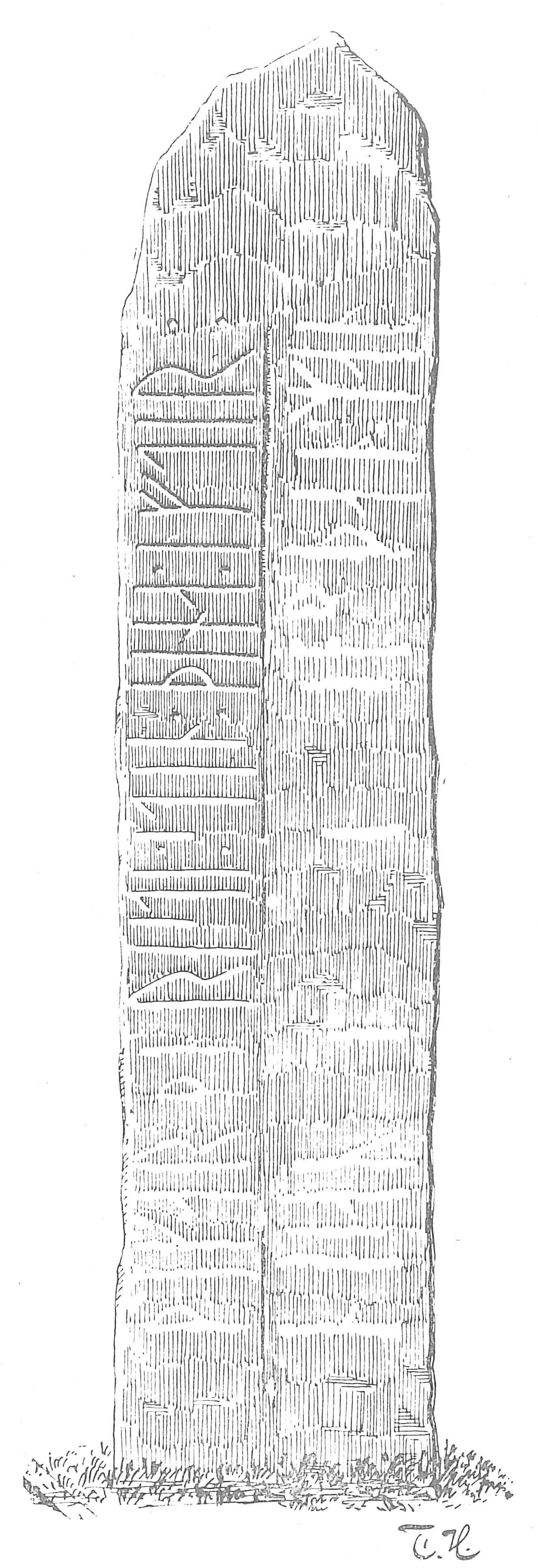
Hellandstein von Tor Helliesen1902

Der Runenstein von Helland (N 245) steht auf dem namengebenden Hof Helland, westlich von Tjelta, in Sola in der Fylke Rogaland in Norwegen.
Der Stein ist mit Ornamenten im Ringerike-Stil verziert. Die Inschrift im jüngeren Futhark war in Westnorwegen in der Wikingerzeit üblich. Sehr oft enthalten die Inschriften Informationen über familiäre Beziehungen. Die meisten werden in Erinnerung an tote Menschen aufgerichtet, aber mitunter dienten sie auch als ihr rechtliches Dokument (Runenstein von Sele).
Der Runenstein ist etwa drei Meter hoch, vierzig Zentimeter breit und zwanzig Zentimeter dick. Die Kanten und die Spitze sind gerundet.
Die Runeninschrift lautet: „Tormod hat diesen Stein zum Gedenken an Trond, seinen Sohn, gesetzt.“
Der Stein steht auf einem Hügel und ist aus dem Jahr 1000. In der Wikingerzeit (800–1050 n. Chr.) wurden keine Grabhügel errichtet. Er hat kein Kreuz oder keine Inschrift, die den christlichen Glauben bezeugt. Runensteine aus frühchristlicher Zeit haben oft Kreuzritzungen.

## Benachbarter Runenstein
Der „N244“, auch „Helland, Sola socken“, befindet sich etwa 350 Meter westsüdwestlich (58° 50′ 29,6″ N, 5° 34′ 44,8″ O).